# Canapé
Canapé é uma peça de mobiliário, semelhante ao sofá, surgida durante o reinado de Luís XIV o Rei Sol da França do século XVII.

## Características
Possui braços e encosto, mas é menor e menos estruturado que o sofá convencional. De profundidade também menor, era comum em peças de mobiliário do estilo rococó, com pés e estrutura em madeira talhada, pintada ou não, estofado em veludo ou seda, com capitonê ou liso, ou de palhinha. Hoje em dia, os canapés caíram em desuso, sendo comum vê-los apenas em decorações clássicas. Foi substituído pelos sofás, poltronas e chaise longues.

## Tipos de Canapé

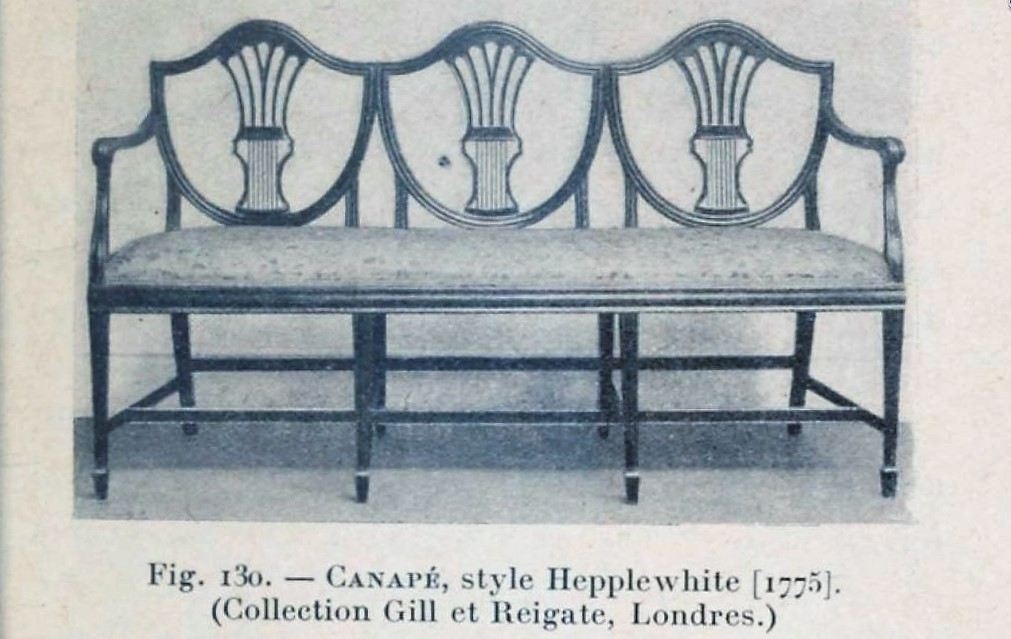
Canapé estilo Hepplewhite (1775)
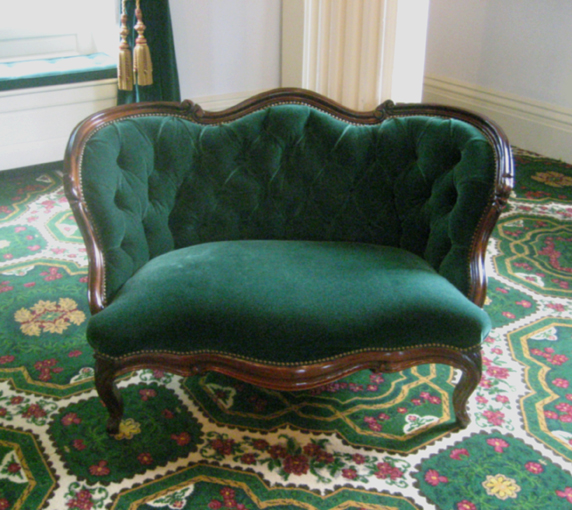
Canapé Rococo Revival entregue ao Vermont State House em 1859
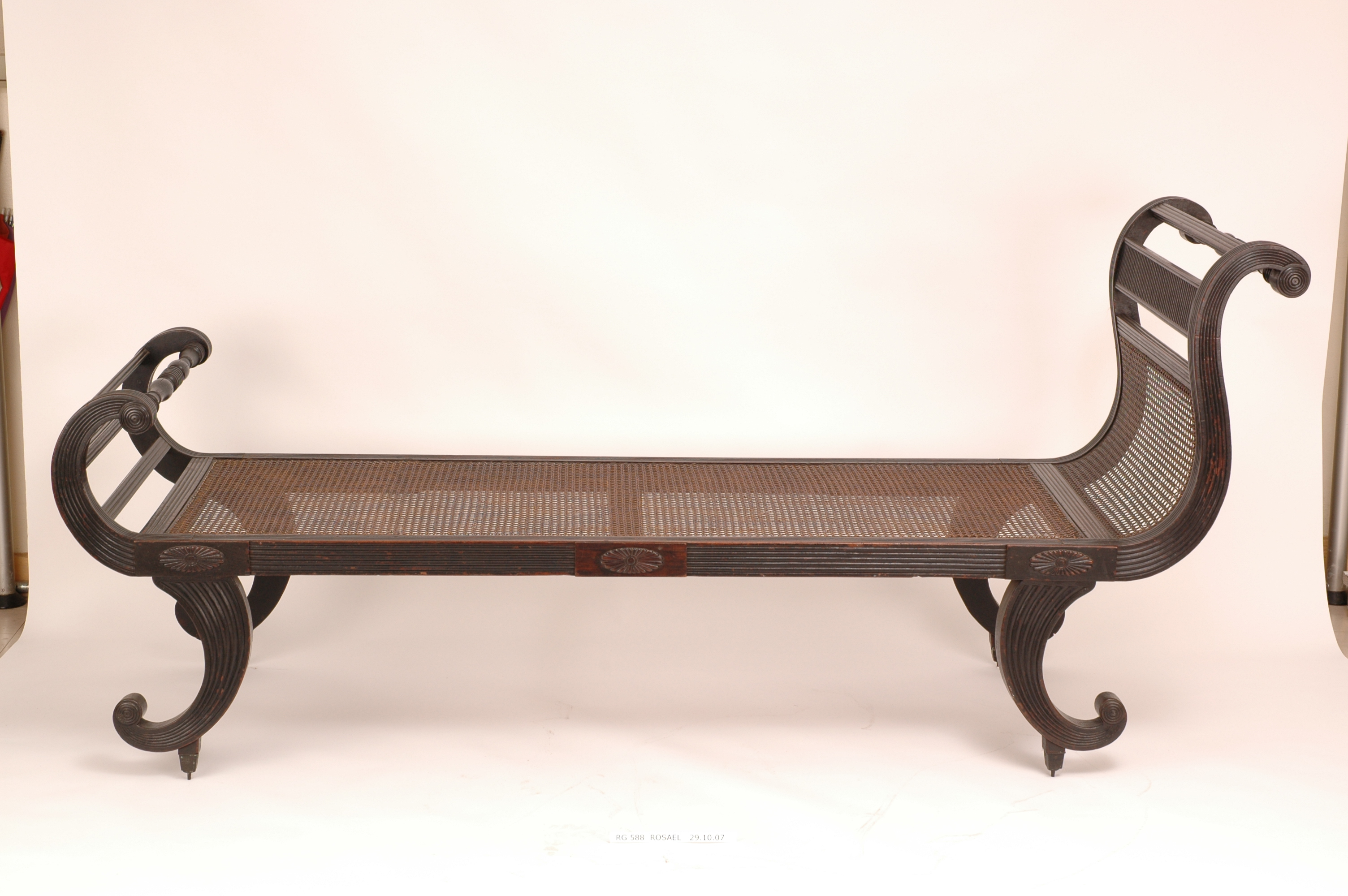
Sofá Canapé (acervo do Museu Paulista da USP)